# Kanton Boos
Kanton Boos (fr. Canton de Boos) je francouzský kanton v departementu Seine-Maritime v regionu Horní Normandie. Skládá se z 15 obcí.

## Obce kantonu
- Amfreville-la-Mi-Voie
- Les Authieux-sur-le-Port-Saint-Ouen
- Belbeuf
- Bonsecours
- Boos
- Franqueville-Saint-Pierre
- Fresne-le-Plan
- Gouy
- Le Mesnil-Esnard
- Mesnil-Raoul
- Montmain
- La Neuville-Chant-d'Oisel
- Quévreville-la-Poterie
- Saint-Aubin-Celloville
- Ymare